# بوليميكسين ب
بوليميكسين ب (بالإنجليزية: Polymyxin B)‏ هو مضاد حيوي يُستخدم في المقام الأول للعدوى سلبية الغرام، وهو مشتق من بكتيريا العَصَوِيَّةُ المَخَّاطَة. ويتكون بوليميكسين ب من عدد من المركبات ذات الصلة (انظر "تركيبة المزيج"). وهو مضاد للجراثيم، حيث يعمل ضد كل العصويات سالبة الجرام تقريبا باستثناء أجناس المتقلبة والنيسرية. ويرتبط البوليميكسين بغشاء الخلية ويغير تركيبه، مما يجعله أكثر نفاذية، ويؤدي امتصاص الماء الناتج إلى موت الخلايا. والبوليميكسينات هي الببتيدات القاعدية الموجبة الشحنة التي تعمل مثل المنظفات، وتشمل آثارها الجانبية السمية العصبية والنخر الأنبوبي الكلوي الحاد. ويُستخدم البوليميكسين في إعداد الإسعافات الأولية الموضعية نيوسبورين.
1. عائلة من عديدات الببتيد مع الأحماض الدهنية المرفقة، فتكون المنظفات موجبة في درجة الحموضة الفسيولوجية، مما يجمع الخصائص الكارهة للماء والمحبة للماء.
2. مضاد للجراثيم سلبية الغرام، بينما يكون تأثيره ضئيل أو طفيف على الجراثيم إيجابية الغرام، حيث أن جدار الخلية سميك جدًا للسماح بوصوله إلى الغشاء.

## آلية العمل
1. يغير بوليميكسين ب نفاذية الغشاء الخارجي للبكتيريا عن طريق الارتباط مع موقع ذو شحنة سالبة في طبقة عديد السكاريد الشحمي، التي لها جاذبية إلكتروستاتية للمجموعات الأمينية المشحونة إيجابيا في جزء الببتيد الدوري (وعادة ما يكون هذا الموقع موقعا ملزما للأيونات المضادة للكالسيوم والماغنيسيوم)؛ والنتيجة هي غشاء خارجي غير مستقر.
2. يذوب جزء الأحماض الدهنية في المنطقة الكارهة للماء من الغشاء السيتوبلازمي ويعطل سلامة الغشاء.
3. يتسرب بين الجزيئات الخلوية ويثبط التنفس الخلوي.
4. يرتبط ويثبط نشاط الذيفان الداخلي.[3]
5. هناك غياب نسبي للسمية الانتقائية، فهو غير محدد لغشاء خلية من أي نوع وشديد السمية.

## تركيبة المزيج
يتكون بوليميكسين ب من البوليميكسينات ب1 وب1-I وب2 وب3 وب6، ويعتبر بوليميكسين ب1 وب2 مكونات رئيسية. وهذه المكونات ذات الصلة متطابقة من الناحية الهيكلية باستثناء مجموعة الأحماض الدهنية المتغيرة في كل جزء، وقد أظهرت النتائج من الدراسات المختبرية اختلافات هامشية في بيانات MIC عند مقارنة الكسور.

## تطبيق البحوث
بالإضافة إلى وظيفته المضادة للجراثيم، تم استخدام البوليميكسين ب لتطهير تلوث الذيفان الداخلي في الكواشف، كما يُستخدم بوليميكسين ب للحث على الإجهاد من أجل دراسة استجابة الكائنات الحية لمثل هذا الإجهاد. وقد استُخدمت اختبارات الإجهاد بالبوليميكسين لدراسة استجابات الحمض النووي الريبوزي في السلمونيلا المعوية.

## خرطوشة امتصاص السموم الداخلية
إن خرطوشة إزالة السموم الداخلية (تورايمايسين) هي جهاز طبي لتنقية الدم يستخدم البوليمكسين ب كممتص ثابت، وقد طورت مصانع توراي العلاج.

## طبف القابلية
وقد استُخدم بوليميكسين ب لعلاج التهابات المسالك البولية والتهاب السحايا الناجم عن الزائفة الزنجارية والمستدمية النزلية، على التوالي. وفيما يلي تمثل بيانات حساسية MIC لعدد قليل من الكائنات الدقيقة المهمة طبيًا.
المستدمية النزلية: ≥0.8 ميكروغرام/ مل
الزائفة الزنجارية: 0.25 ميكروغرام/ مل - 1 ميكروغرام/ مل